# 耳前瘻管
耳前瘻管（Preauricular sinus），又稱耳前竇，是一個先天性發育異常，患者在耳廓上方和臉交接處有一小洞，多數為單耳，有些是雙耳，有時會有分泌物。大部份耳前瘻管並沒有症狀，不需要治療。若遭細菌感染則會流膿、腫痛，此時應手術切除。
耳前瘻管是在胚胎發育的第六週第一對和第二對鰓弓癒合不完全而形成，屬不完全的自體顯性遺傳，罹患率約1％。